# Българско културно дружество „Иван Вазов“
Българско културно дружество „Иван Вазов“ (на испански: Sociedad Cultural Bulgara „Ivan Vazov“) е културна неправителствена организация на българите в Аржентина, регистрирана през 1955 година в град Берисо.
Тя събира потомци на преселили се в Аржентина през първата половина на 20 век българи. Отбелязва български празници и традиции. Към организацията е учреден състав за български народни танци „Седянка“. Развива взаимодействие с Аржентино-българската фондация в Буенос Айрес. Институцията е една сред основателките на Асоциацията за чуждестранните дружества в Берисо, където днес членуват над 20 организации, представляващи различни народи. Всяка година през месец септември Берисо се превръща в „Провинциална столица на емигранта“. Българското дружество участва с щанд за български ястия и с танците на състав „Седянка“.

## История
Дружеството е основано на 14 август 1955 година, чрез сливане на три стари български емигрантски организации в град Берисо – Македонско-български клуб, Дружество „Кирил и Методий“ и Дружество за взаимопомощ. Тяхно желание е било да бъдат заедно, да се събират за да отпразнуват някоя дата, да поддържат обичаите, традициите и езика. С голямо усилие издигат сградата където днес се помещава дружеството, като в строежа взимат участие цели семейства, които всяка неделя градят тухла по тухла. Развиват се различни дейността – курсове по български език, библиотека, танцов състав, хор, през различни периоди тренират екипи по различни спортове, организират се турнири, изложби, различни курсове, отпразнуват българските празници.
Още от образуването си българското културно дружество винаги е имало танцов състав. Но през 1977 година, Данка Несторова, основателка на състава и негова ръководителка го кръщава „Седянка“, което с гордост носи през годините. И като признание за нейната дейност, днес сцената на клуба, открита през 1984 година носи име Данка Несторова.

## Помещения
Сградата на дружество „Иван Вазов“ започва като един малък салон и една скара на двора. Днес има един от най-големите салони в Берисо, друг по-малък салон за курса по български език и библиотека, съблекални за танцовия състав и една голяма кухня.

## Управителен съвет
- Ружка Митева Николова – председател
- Алисия Георгиефф – зам. председател
- Анна Гарголофф – секретар
- Ажален Леоне – зам. секретар
- Анна Кристофф – касиер
- Олга Нечкофф – зам. касиер
- Мабел Густинофф – титулярен член
- Естрежа Петрофф – титулярен член
- Кристина Перез – член
- Кристиан Петков Банков – член

### Ревизионна комисия
- Густаво Гергофф – титулярен член
- Марсела Георгиефф – титулярен член
- Анастасия де Гарголофф – член
- Педро Колефф – член